# Pentomino

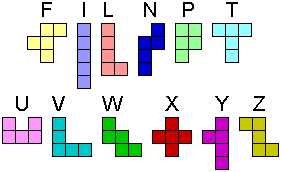
Die 12 Pentominos

Pentomino (auch Pentamino) ist ein Polyomino der Ordnung 5, d. h. ein
(ebenes) Polygon, das sich ergibt, indem man 5 gleich große Quadrate so aneinanderlegt, dass die einzelnen Quadrate Kante an Kante liegen.
Darüber hinaus bezeichnet Pentomino ebenfalls ein Geduldspiel für eine Person. Unter dem Namen Pentominos erschien es als Zweipersonenvariante im Hallmarkverlag.

## Die Spielsteine: Pentominos
Es gibt – bis auf Symmetrie – 12 verschiedene Pentominos. Das Wort Pentomino wurde vom Mathematiker Solomon W. Golomb erfunden und erstmals im Jahr 1954 in einem Artikel der Fachzeitschrift American Mathematical Monthly verwendet. Polyominos als übergeordnete Gruppe wurden erstmals 1957 in Scientific American ausführlich diskutiert.
Zum besseren Verständnis hat man die 12 Pentominos (bzw. Spielsteine) mit Buchstaben bezeichnet, die der ungefähren Form des Steins entsprechen. Die chiralen (orientierten) Spielsteine L, Y, N, P, Z und F stimmen nicht mit ihrem Spiegelbild überein; Wenn man jedoch einen dieser Steine wendet, erhält man sein Spiegelbild. Die 12 Pentaminos führen auf diese Weise zu insgesamt 18 Formen in den Pentomino-Spielen.
Mit jedem einzelnen der Pentominos lässt sich die Ebene parkettieren, bei den chiralen Pentominos sogar, ohne sie umzudrehen.

Gelöste Pentominos

## Geduldsspiel für eine Person
Bei dem Geduldspiel Pentomino, auch Pentomino-Puzzle genannt, besteht die Aufgabe darin, aus den zwölf Pentominos als Spielsteinen (auch: Platten) – ähnlich wie bei Tangram – bestimmte Figuren zu legen:
- Alle Pentominos so zu einem Rechteck legen, dass alle 12 Platten verwendet werden und jedes Quadrat der Rechteckfläche belegt ist. Das Rechteck besteht also stets aus {\displaystyle 12\cdot 5=60} kleinen Quadraten.

| 3×20       | 4×15         | 5×12          | 6×10          |
|            |              |               |               |
| 2 Lösungen | 368 Lösungen | 1010 Lösungen | 2339 Lösungen |

- Quadratische Felder mit Aussparungen legen
  - Die größeren 8×8-Varianten (12 Platten):

|               |              |             |             |             |
| 2170 Lösungen | 188 Lösungen | 65 Lösungen | 21 Lösungen | 74 Lösungen |

- Die kleineren 7×7-Varianten (9 Platten):

|  |  |  |  |

- Ein Feld, das die dreifach vergrößerte Gestalt eines einzelnen Spielsteins hat, mit 9 der 11 anderen Steine ausfüllen:

|  |  |  |

|  |  |  |  |

Anzahl möglicher Lösungen (ohne Spiegelungen):
| Pentomino | F   | I  | L   | N  | P   | T   | U  | V  | W  | X  | Y  | Z   |
| --------- | --- | -- | --- | -- | --- | --- | -- | -- | -- | -- | -- | --- |
| Lösungen  | 125 | 19 | 113 | 68 | 497 | 106 | 48 | 63 | 91 | 15 | 86 | 131 |

- Man kann alle Pentominos aus Pentominos zusammensetzen:

- Andere Formen:

```
    X               X
   XXX             XXX
  XXXXX           XXXXX
 XXXXXXX         XXXXXXX
XXXXXXXXX         XXXXX
                   XXX
                    X
```

Es gibt noch weitere Geduldspiele, wie das Geburtstagspuzzle, bei dem auf einem 8×8-Spielfeld zwölf Spielsteine so untergebracht werden müssen, dass die vier freibleibenden Quadrate ein bestimmtes Datum anzeigen.

## Spiel für zwei Personen
Ein mögliches Regelwerk für ein Strategiespiel mit zwei Personen (oder mehr) wäre das folgende:
- Alle Teile werden aufgeteilt, indem abwechselnd jeder Spieler ein Teil an sich nimmt.

Alternativ dazu kann auch darauf verzichtet werden, die Pentominos vor dem Auslegen zwischen den Spielern aufzuteilen. Stattdessen bleiben alle Pentominos in einem Pulk und der jeweils aktive Spieler wählt erst vor dem Auslegen eines Steins, welchen Stein er aufnimmt.
- Die Spieler legen abwechselnd einen ihrer Spielsteine auf ein vorher gewähltes Spielfeld (beispielsweise ein Schachbrett (8×8)). Dabei muss festgelegt werden, ob Teile gewendet werden dürfen (was einer Achsenspiegelung entspricht und bei den 6 nicht spiegelsymmetrischen Pentominos einen Unterschied macht).
- Der Spieler, der zuerst keinen Spielstein mehr auf dem Spielfeld unterbringen kann, hat verloren.

Käufliche Mehrpersonenspiele, die mit Pentomino- bzw. Polyomino-Spielsteinen arbeiten, gibt es mehrere.
Eine (unvollständige) Liste:
- Pentominos (1973 bei Hallmark erschienen, basierend auf den Ideen von Golomb). Die 12 Spielsteine werden abwechselnd auf einem Schachbrett aufgelegt, bis kein Zug mehr möglich ist – der Spieler mit dem letzten Zug gewinnt. Hierzu existiert eine Gewinnstrategie für den Spieler, der beginnt.[7]
- Blokus (ebene Steine, wohl das bekannteste)
- Duopento (ebene Steine, Regel ähnlich obigen)
- Patchwork
- Kathedrale (Die Spielsteine stellen Gebäude einer mittelalterlichen Stadt dar, die auf einem 10×10-Spielfeld je nach Gebäude 1–6 Felder in unterschiedlichen Formationen belegen. Regeln ähnlich obigen.)
- Rumis (3D-Steine)
- Turm-Baumeisterspiel (3D-Steine)
- Ubongo (ebene Steine)
- Ubongo 3D (3D-Steine)

In der Schlag-den-Star-Ausgabe vom 10. Dezember 2016 wurde das Spiel Katamino genannt und ohne Wendemöglichkeit mit einem gemeinsamen Pool aus 12 Teilen auf einem 8×8-Feld gespielt.

## 3D-Pentomino
Anstelle von Quadraten kann man die Spielsteine auch aus Würfeln bilden (sie werden dann auch Pentakuben genannt). Aus diesen Spielsteinen können dann, genau wie aus dem Somawürfel, viele verschiedene dreidimensionale Objekte gelegt werden, zum Beispiel Quader mit den folgenden Abmessungen:
- 5×4×3: 3940 Lösungen
- 6×5×2: 264 Lösungen
- 10×3×2: 12 Lösungen

Außerdem kann man einige der Spielsteine selbst vergrößert bauen. Jeder Würfel im nachzubildenden Stein wird durch einen 2x2x3-Block nachgebaut.
Folgende Spielsteine lassen sich nachbauen: F mit 1, P mit 1082, U mit 10, Z mit 24, T mit 3, V mit 21, N mit 51, Y mit 7 und L mit 99 Lösungen.

## Pentomino als Computerspiel
Neben der Form des Spiels zum Anfassen wurde (und wird) Pentomino oft als Tüftelei am Computer umgesetzt. Pentomino hat Alexei Paschitnow zu Tetris inspiriert.

Animation des F-Pentominos in Conways Spiel des Lebens.

In dem von dem englischen Mathematiker John Horton Conway entworfenen „Spiel des Lebens“, einem zweidimensionalen zellulären Automaten, zeigt die relativ einfache Startfigur des F-Pentominos zunächst ein völlig chaotisches Verhalten, bevor es vom 1103. Schritt an eine oszillierende Struktur bildet.

## Varianten
An Stelle von Platten mit 5 Quadraten gibt es das Spiel auch mit Platten, die aus 6 Quadraten zusammengesetzt sind. Diese Variante heißt Hexamino und hat 35 verschiedene Platten. Heptamino hat 108 und Oktamino 369 verschiedene Platten. (Siehe Polyomino.)
Die aus 4 Quadraten zusammengesetzten 5 verschiedenen Platten des Tetramino (mit nicht durch Drehungen erreichbare Spiegelungen 7 Formen) haben ihren Eingang in das Computerspiel Tetris gefunden.
Anstelle von Quadraten können auch andere geometrische Figuren gewählt werden: gleichseitige Dreiecke, Sechsecke, Rechtecke, gar Gruppen aus zwei oder mehr verschiedenen Figuren. Man muss die Figuren auch nicht mit der vollen Kante aneinanderstoßen lassen, sondern kann sie zum Beispiel um die Hälfte verschieben. Die Variationsmöglichkeiten sind enorm.
Das L-Spiel für zwei Personen ist ebenfalls eine Variante, hier wird allerdings nur mit einer Spielfigur (je Spieler) gespielt.

### „Parallel polarisierte“ Spielsteine
Eine Variante bilden die sogenannten „polarisierten“ Spielsteine. Denkt man sich die Ebene von senkrechten bzw. waagerechten (parallelen) „Polarisationsfeldern“ durchzogen, so kann man von den meisten Spielsteinen jeweils zwei Ausführungen unterscheiden, also praktisch eine „waagerechte“ sowie eine „senkrechte“ Variante. Nur die Spielsteine W, X und V sind sozusagen „in sich selbst“ polarisiert und kommen daher nur einfach vor. Selbstverständlich ist bei der Konstruktion von Puzzles nun darauf zu achten, dass die Teile alle ausschließlich in einer „Polarisationsrichtung“ gebraucht werden dürfen.
Unter den genannten Voraussetzungen ergeben sich die folgenden 21 Teile:
| Parallel polarisierte Spielsteine |
| --------------------------------- |
|                                   |

| Lösungsbeispiele |
| ---------------- |
|                  |

## Periodische Muster
Sind die zwölf Pentomino-Fliesen biegbar, so kann mit ihnen der Mantel eines passend dimensionierten geraden Kreiszylinders vollständig und ohne Überlappungen beklebt werden (Abbildung links). Während der Verlegung der Fliesen im Rechteck von vier Seiten Grenzen gesetzt sind, wird sie auf dem Zylinder in nur zwei Richtungen beschränkt; die Mantellinien sind für die Fliesen kein Hindernis.
Das unbeschränkte Abrollen des Zylindermantels in eine Ebene liefert einen ebenen, unendlich langen Streifen mit der periodischen Wiederholung eines Musters, das aus je einer der zwölf Pentomino-Fliesen zusammengesetzt ist (Abbildung rechts).
Die Idee der Periodizität lässt sich ausweiten, indem man die ganze Ebene so mit einem aus zwölf verschiedenen Pentomino-Platten zusammengesetzten Muster parkettiert, dass sie durch Translationen in zwei verschiedenen Richtungen auf sich abgebildet wird. Die Abbildung links zeigt den einfach zusammenhängenden Fundamentalbereich einer Parkettierung mit den Perioden 10 und 6.
Im Unterschied zur Wechselbeziehung zwischen Streifen und Zylinder gibt es im Falle der doppelten Periodizität keine geschlossene Fläche, auf die sich der eingerahmte Fundamentalbereich längentreu abbilden lässt. Indessen kann man einen Torus, dessen Oberfläche durch äquidistante Längen- und Breitenkreise in sechzig Vierecke geteilt wird, nach dem durch den Fundamentalbereich (hier links) vorgegebenen Muster anmalen (Abbildung rechts).
Anzahl der periodischen Lösungen im Vergleich mit einem Rechteck:
| a × b    | 3 × 20 | 4 × 15 | 5 × 12  | 6 × 10  | 10 × 6  | 12 × 5  | 15 × 4 | 20 × 3 |
| -------- | ------ | ------ | ------- | ------- | ------- | ------- | ------ | ------ |
| Rechteck | 2      | 368    | 1010    | 2339    | 2339    | 1010    | 368    | 2      |
| Zylinder | 281728 | 628610 | 1844817 | 576619  | 28996   | 8272    | 901    | 2      |
| Ebene    | 160768 | 672778 | 1315356 | 1329411 | 1329411 | 1315356 | 672778 | 160768 |